# أرغوس إيه أس الأول
أرغوس إيه أس الأول (بالإنجليزية: Argus As I) محرك بأربع أسطوانات وتبريد بالماء، أنتج في ألمانيا من قبل أرغوس موتورن في عام 1913.

## التطبيقات
- سيكورسكي روسكي فيتياز
- سيكورسكي إيليا موروميتس

## المواصفات

### الخصائص العامة
- نوع: أربع أسطوانات، محرك مكبس تبريد بالسائل

### الأداء
- إنتاج الطاقة: 100 حصان (75 كـو)[1][2]